# Município de Wisharts (condado de Robeson, Carolina do Norte)
O município de Wisharts (em inglês: Wisharts Township) é um localização localizado no  condado de Robeson no estado estadounidense da Carolina do Norte. 

## Geografia
O município de Wisharts encontra-se localizado nas coordenadas 34° 34′ 48,91″ N, 78° 54′ 01,76″ O.